# The Last
The Last (en español: El último) es el sexto y último álbum de estudio del grupo estadounidense Aventura. Fue publicado el 9 de junio de 2009 a través del sello discográfico Premium Latin Music y fue distribuido por Sony Music Latin. Contiene 18 canciones y las colaboraciones de diversos artistas como Akon, Ludacris, Wyclef Jean, el dúo Wisin & Yandel y Arturo Sandoval.
En la Introducción del álbum como en distintas entrevistas promocionales, el vocalista Anthony Santos afirmó que este podría ser su último álbum como agrupación.

## Lista de canciones
Todas las canciones escritas y compuestas por Romeo Santos, excepto donde se indique. 
| N.º      | Título                                     | Duración |  |
| 1.       | «Intro (The Last)»                         | 1:24     |  |
| 2.       | «Por un segundo»                           | 4:15     |  |
| 3.       | «Yo quisiera amarla»                       | 5:06     |  |
| 4.       | «El malo»                                  | 3:58     |  |
| 5.       | «Dile al amor»                             | 3:49     |  |
| 6.       | «Su veneno»                                | 4:00     |  |
| 7.       | «Tu jueguito»                              | 3:42     |  |
| 8.       | «Spanish Fly» (con Wyclef Jean y Ludacris) | 3:57     |  |
| 9.       | «Peligro»                                  | 4:38     |  |
| 10.      | «La tormenta»                              | 4:35     |  |
| 11.      | «El desprecio»                             | 4:35     |  |
| 12.      | «All Up 2 You» (con Akon, Wisin & Yandel)  | 3:38     |  |
| 13.      | «Skit»                                     | 4:05     |  |
| 14.      | «La curita»                                | 3:21     |  |
| 15.      | «Princesita»                               | 4:17     |  |
| 16.      | «Su vida»                                  | 4:34     |  |
| 17.      | «Soy hombre» (con Arturo Sandoval)         | 3:59     |  |
| 18.      | «Gracias»                                  | 7:33     |  |
| 01:15:26 |                                            |          |  |

## Posicionamiento en listas
| Listas (2009)                     | Mejor posición |
| --------------------------------- | -------------- |
| Estados Unidos (Billboard 200)    | 5              |
| Estados Unidos (Top Latin Albums) | 1              |
| Estados Unidos (Tropical Albums)  | 1              |
| México (Top 100 México)           | 16             |
| Suiza (Schweizer Hitparade)       | 10             |

| Listas (2009)                     | Posición |
| --------------------------------- | -------- |
| Estados Unidos (Billboard 200)    | 160      |
| Estados Unidos (Top Latin Albums) | 1        |
| Estados Unidos (Tropical Albums)  | 1        |

| Listas (2010)                     | Posición |
| --------------------------------- | -------- |
| Estados Unidos (Top Latin Albums) | 1        |
| Estados Unidos (Tropical Albums)  | 1        |

### Sucesión y posicionamiento
| Predecesor: La revolución de Wisin & Yandel              | U.S. Billboard Top Latin Albums — Álbum N°. 1 (Primera vuelta) 27 de junio de 2009 - 25 de septiembre de 2009   | Sucesor: La granja de Los Tigres del Norte            |
| Predecesor: La granja de Los Tigres del Norte            | U.S. Billboard Top Latin Albums — Álbum N°. 1 (Segunda vuelta) 24 de octubre de 2009 - 6 de noviembre de 2009   | Sucesor: Sin mirar atrás de David Bisbal              |
| Predecesor: Paraíso Express de Alejandro Sanz            | U.S. Billboard Top Latin Albums — Álbum N°. 1 (Tercera vuelta) 5 de diciembre de 2009 - 11 de diciembre de 2009 | Sucesor: La revolución de Wisin & Yandel              |
| Predecesor: Mi navidad de Andrea Bocelli                 | U.S. Billboard Top Latin Albums — Álbum N°. 1 (Cuarta vuelta) 26 de diciembre de 2009 - 1 de enero de 2010      | Sucesor: Dos mundos: evolución de Alejandro Fernández |
| Predecesor: Dos mundos: evolución de Alejandro Fernández | U.S. Billboard Top Latin Albums — Álbum N°. 1 (Quinta vuelta) 9 de enero de 2010 - 5 de febrero de 2010         | Sucesor: !Ando bien pedo! de Banda Los Recoditos      |
| Predecesor: !Ando bien pedo! de Banda Los Recoditos      | U.S. Billboard Top Latin Albums — Álbum N°. 1 (Sexta vuelta) 13 de febrero de 2010 - 26 de febrero de 2010      | Sucesor: Dejarte de amar de Camila                    |

| Predecesor: Ciclos de Luis Enrique      | U.S. Billboard Tropical Albums — Álbum N°. 1 (Primera vuelta) 27 de junio de 2009 - 27 de noviembre de 2009 | Sucesor: Soy de Víctor Manuelle |
| Predecesor: Yo mismo de Víctor Manuelle | U.S. Billboard Tropical Albums — Álbum N°. 1 (Segunda vuelta) 5 de diciembre de 2009 - 18 de junio de 2010  | Sucesor: Única de La India      |

## Certificaciones
| País (Certificador) | Certificación      | Ventas certificadas |
| --- | ------------------ | ------------------- |
| Estados Unidos (RIAA) | 4× Platino (Latin) | 400 000*            |
| México (AMPROFON) | Platino            | 80 000*             |
| ^cifras de envíos basadas únicamente en la certificación xcifras no especificadas basadas únicamente en la certificación |                    |                     |